# Gyan Riley
Gyan Riley (* 16. September 1977 in Nevada City/Kalifornien) ist ein US-amerikanischer Gitarrist, Komponist und Musikpädagoge.

## Leben
Riley ist der Sohn des Komponisten Terry Riley. Er studierte Gitarre am San Francisco Conservatory of Music. Er trat in den USA und Europa als Solist und mit Bill Frisell, Julian Lage, Zakir Hussain, Dawn Upshaw, Nels Cline, Lee Ronaldo, Michael Manring, dem San Francisco Symphony Orchestra, dem Falla Guitar Trio, dem World Guitar Ensemble und anderen auf. Daneben arbeitete er im Duo mit seinem Vater Terry Riley zusammen, mit dem er zwischen 2016 und 2020 mehrere Tourneen unternahm. Beide waren als Komponisten und Musiker an François Girards Film Hochelaga, Terre des Âmes (2017) beteiligt. In jüngerer Zeit tourte er auch mit der Sängerin Arooj Aftab. Kompositionsaufträge erhielt er u. a. von der Carnegie Hall Corporation, vom New York Guitar Festival, vom Paul Dresher Ensemble und vom Elaine Kaufman Cultural Center.
2002 erhielt Riley einen Vertrag beim Label New Albion Records, wo sei Debütalbum Food for the Bearded erschien. Bei John Zorns Tzadik Records veröffentlichte er 2013 das Soloalbum Stream of Gratitude. Mit der tschechischen Geigerin Iva Bittová nahm er 2015 das Album Nayive Eviyan auf. Als Lehrer wirkte er an der Humboldt State University, an der California State University, East Bay und am San Francisco Conservatory of Music.